# 請記住我 (皮克斯歌曲)
《勿忘我》（英語：Remember Me）是皮克斯動畫工作室2017年電影《可可夜總會》的一首歌曲，由勞勃·羅培茲和克里斯汀·安德生-洛佩兹作曲作詞。電影中由安東尼·岡薩雷斯、蓋爾·賈西亞·貝納、班傑明·布萊特和安娜·奧費莉亞·穆爾吉亞演唱，片尾中則由美國歌手馬吉爾和墨西哥歌手娜塔麗婭·拉佛卡德演唱。
《勿忘我》的中文版分別由蕭敬騰（台灣版本）、毛不易（中國大陸版本）、許志安（香港版本）演唱。

## 歷史

### 製作
《冰雪奇緣》團隊克里斯汀·安德生-洛佩兹和勞勃·羅培茲被聘用為該歌曲作曲作詞。導演李·安克里奇從他們在2006年創作《海底總動員音樂劇》以來，一直很欣賞他們。這部電影發展成音樂劇，但不是「突然唱起歌來」的類型。這首歌的挑戰在於製作歌詞，這些歌詞在他們所唱的背景下意義重大。團隊因此開始研究墨西哥流行音樂，希望可以從豪爾赫·內格雷特和佩德羅·因凡特的歌中寫一首歌。他們把它寫成一首「Bolero Ranchero」風格的歌曲或作為一個安靜的民謠。勞勃負責作曲、克里斯汀負責作詞，她想這首歌有記住遠處的人的想法，並解釋「音樂的力量都能字面上和比喻上帶給人們起死回生」。

### 反響
這首歌已被許多家庭採用，作為幫助孩子應對死亡、失落或變化，其中一個影片是有關一個4歲的小男孩在他過世的妹妹的紀念碑上唱這首歌。

## 榮譽
| 獎項             | 類別           | 提名者或受獎者 | 結果 | 參考   |
| ---------------- | -------------- | -------------- | ---- | ------ |
| 評論家選擇電影獎 | 最佳原創歌曲   | 《請記住我》   | 獲獎 | [ 7 ]  |
| 喬治亞影評人協會 | 最佳原創歌曲   | 《請記住我》   | 待定 | [ 8 ]  |
| 金球獎           | 最佳原創歌曲   | 《請記住我》   | 提名 | [ 9 ]  |
| 休斯頓影評人協會 | 最佳原創歌曲獎 | 《請記住我》   | 獲獎 | [ 10 ] |
| 鳳凰城影評人協會 | 最佳歌曲       | 《請記住我》   | 獲獎 | [ 11 ] |